# Eisangelia
El término eisangelia (en griego antiguo: εἰσαγγελία) se refiere, en su forma más común, a una denuncia  de cualquier tipo. En el vocabulario jurídico de la Antigua Grecia tiene un valor técnico para designar una serie de procedimientos que tenían en común ser introducidos bajo la forma de denuncia.
En el  sistema jurídico ateniense, hacía referencia específica a tres tipos de causas. Según Cecilio de Caleacte la eisangelia se utilizó contra los delitos nuevos no recogidos en las leyes. Según Teofrasto contra ciertos crímenes específicos: Según el filólogo Max Fränkel la definición de Cecilio se refiere al periodo precedente al arcontado de Euclides (403/402 a. C.), mientras que la de Teofrasto  se refiere al periodo siguiente. En cualquier caso, la peculiar  naturaleza de la eisangelia consistía en la acción pública para perseguir los delitos que pusieran en peligro la seguridad del Estado o de la democracia.
El procedimiento se diversificaba según la autoridad a la que se dirigía; pero la variante de ley más importante era la que se empleaba para las persecuciones políticas y que comenzaba por una eisangelia ante la Asamblea del pueblo (Ekklesía) o ante el Consejo (Boulé). Esta última se utilizaba solo contra los magistrados por una mala administración; la primera servía contra todo ciudadano acusado de haber cometido un crimen político.
El procedimiento más común estipulaba que el acusador presentara una acusación formal por escrito al pritano, que lo convertía en asunto de la Boulé (que en algunos casos, antes de Euclides, se remitía alguna eisangelia a la Ekklesía), que podía aceptar o rechazar la acusación; el acusado, que no era llamado a declarar, podía ser arrestado si la Boulé lo consideraba necesario, y si la acusación era de alta traición, no era puesto en libertad aunque se ofrecieran garantías. Alternativamente, el acusador podía exponer la acusación en la primera sesión de la pritania (llamada en griego antiguo: κυρία, romanizado: kyria) y la Ekklesía votaba si estaba de acuerdo con la acusación; y si era aceptada, daba instrucciones a la Boulé para que hiciera un decreto (en griego antiguo προβούλευμα, proboulema).

## Historia
La eisangelia fue instituida inicialmente por Solón (originalmente era juzgada en el Areópago, después en la Boulé) y fue suspendida bajo el gobierno de los Cuatrocientos, y probablemente bajo el de los Treinta Tiranos. Siendo arconte Euclides fue promulgada la ley de la eisangelia (en griego antiguo: νόμος εἰσαγγελτικός), que enumera los delitos castigados con ella.
No obstante esta ley, diversos delitos no considerados en esa lista eran tramitados mediante eisangelia.

## Descripción
La ley sobre la eisangelia ante el pueblo era regida por una ley cuya mayor parte es citada en el discurso de Hipérides para Euxemenipo. Estipula que una denuncia (eisangelia) se puede ser llevada ante la Asamblea contra:
aquel que intente derribar la democracia o se una a otros para derribarla, o participe en una conspiración; aquel que ha entregado al enemigo una ciudad, barcos, una fuerza de tierra o de mar en campaña; aquel que, siendo orador no tome la palabra en la Asamblea para servir los intereses del demōs de Atenas.
Hipérides no cita todo el texto de la ley y, por ejemplo, omite en la tercera sección un cláusula que estipula que engañar al pueblo con promesas era un crimen que justificaba una eisangelia. Todas las fuentes de esta época muestran que la eisangelia ante el pueblo, según esta ley votada a finales del siglo V a. C., servía exclusivamente para los tres crímenes citados por Hipérides. A veces se ha avanzado que ofrecía también un recurso contra todo crimen grave que ninguna ley preveía; pero según Hansen esta opinión solo tiene como apoyo la tradición lexicográfica, la cual no está de acuerdo con las fuentes de la época.

## El procedimiento
La eisangelia era regularmente inscrita en el orden del día de la Asamblea, una vez por pritanía. Durante una ekklesía kyria, todo ciudadano podía introducir una denuncia. a la que seguía un debate  y desembocaba en un proyecto de decreto, que además del nombre de la persona condenada, también expondría a los crímenes que se le imputaran, y, en su caso, a qué pena debería ser condenado. Antes de 355 a. C., el proyecto debía también recomendar que los procedimientos se entablaran ante el Tribunal del Pueblo o que la Asamblea se apoderara del caso.
Una eisangelia ante el pueblo podía ser adoptada sin haber sido preparada por el Consejo, siempre que fuese introducida durante una ekklesia kyria, en el curso de la cual estaba obligatoriamente en el orden del día.; la ley exigía a cambio comenzar con un reenvío ante el Consejo si la denuncia había sido llevada ante la Asamblea durante usa sesión ordinaria; la eisangelia no figuraba automáticamente en el orden del día y hacía falta un probouleuma para introducirla.
El denunciante presentaba el proyecto de decreto ante la Asamblea  y a continuación pasaba a ser el acusador: quien abandonaba una eisangelia después de haberla presentado era condenable a una multa de 1000 dracmas. Era sin embargo dispensado de la cláusula habitual prevista en la que en un procedimiento público el acusador era condenable a 1000 dracmas y de la atimia parcial, si no obtenía más que la quinta parte de los sufragios: la traición y la corrupción política estaban consideradas como crímenes demasiado peligrosos como para que los atenienses quisieran refrenar a los acusadores. Puede ser que el abuso del procedimiento sea precisamente por este tratamiento favorable a los acusadores; poco antes de 330 . C., hizo falta extender a la eisangelia la cláusula sobre la quinta parte de los votos.
Mientras que el acusador fue más favorecido en la eisangelia que en otros procesos judiciales, el acusado lo era a menudo mucho menos. Era uno de los raros procesos públicos en el que podía haber prisión preventiva entre la denuncia y el proceso, en cuyo caso el acusado debía preparar su defensa en prisión, sin tener tiempo libre para reunir los testimonios ni los documentos que pudiera necesitar. Esta prisión no era una obligación ya que el acusado a menudo quedaba libre, lo que le otorgaba la posibilidad de escapar al proceso exiliándose.
Mientras que la Asamblea o el Consejo estaban tratando el caso, la eisangelia pasaba a los tesmótetas, que llevaban la anakrisis a buen fin y designaban un tribunal. En el siglo V y en la primera mitad del siglo IV a. C., sin embargo la Asamblea a menudo decidía atender la causa, en cuyo caso correspondía a los pritanos convocar una reunión extraordinaria cuyo único punto del orden del día sería la audiencia de este único caso y al término de la cual el juicio sería pronunciado a mano alzada. Hacia el año 355 a. C., la Asamblea perdió sus últimas prerrogativas judiciales todos los procedimientos por medio de eisangelia fueron desde entonces juzgados  por el Tribunal del Pueblo. para tales causas, los tesmótetas convocan normalmente a 501 jurados, pero podían llegar hasta 1001 o 1501 para procesos importantes. El proceso ante el pueblo era semejante a cualquier otro proceso público con el discurso de acusación, el alegato de la defensa y un voto decidiendo la culpabilidad o la inocencia. Si el veredicto era desfavorable, el jurado debía votar una segunda vez para elegir entre las penas propuestas por las dos partes. Las fuentes muestran que la pena era ordinariamente la muerte , pero a título excepcional podía ser una fuerte multa, de la que el condenado era deudor al estado de por vida y, por consiguiente, se le sancionaba con la atimia.

## Procedimiento político
La eisangelia ante el pueblo confería al Tribunal del pueblo un poder considerable sobre los dirigentes políticos y los magistrados de Atenas, no solo porque las penas eran severas, sino por su suso frecuente. Hubo al menos 130 procedimientos de eisangelia ente los años 492 y 322 a. C. Sesenta fueron dirigidos contra personas privadas y metecos, treinta y cuatro contra estrategos, diez contra otros magistrados, nueve contra ciudadanos que detentaban otros cargos públicos y diecisiete contra oradores en la Asamblea.